# Georg Ratzinger
Mons. Georg Ratzinger (15. ledna 1924, Pleiskirchen – 1. července 2020, Řezno) byl německý katolický kněz, hudebník a starší bratr papeže Benedikta XVI.

## Život

### Mládí a vojenská služba
Narodil se 15. ledna 1924 v Pleiskirchen policejnímu důstojníkovi Josephu Ratzingerovi a Marii Ratzingerové rozené Peintnerové. Měl mladšího bratra Josepha a sestru Marii. V mládí se ukázal jeho hudební talent, hrál na varhany už v jedenácti letech. V roce 1935 vstoupil do semináře minor v Traunsteinu, kde měl profesionální hudební výuku. V roce 1941 se v Salcburku u příležitosti 150. výročí úmrtí Wolfganga Amadea Mozarta poprvé setkal s pěveckým sborem Regensburger Domspatzen, který později řídil.
V létě 1942 byl Georg povolán do Reichsarbeitsdienstu (civilní, později polovojenská pracovní organizace) a stejný rok na podzim do Wehrmachtu. Roku 1944 byl v bitvě v Itálii raněn. Na konci 2. světové války se poblíž Neapole stal válečným zajatcem americké armády, ale byl propuštěn a v červenci 1945 se vrátil domů.

### Vzdělání a svěcení
V lednu 1946 spolu se svým bratrem Josephem (později Benedikt XVI.) vstoupil do semináře arcidiecéze mnichovsko-freisinské. Zároveň pokračoval ve svém hudebním studiu. Dne 29. června 1951 byl se svým bratrem vysvěcen na kněze kardinálem Michaelem von Faulhaber. Poté Georg studoval církevní hudbu v Mnichově a současně sloužil arcidiecézi v různých kněžských funkcích.

### Ředitelství v Domspatzen
V roce 1957 dokončil svá studia a stal se vedoucím pěveckého sboru v domovské farnosti v Traunsteinu. V únoru 1964 se stal hudebním ředitelem Domkapellmeisteru v katedrále Svatého Petra v Řezně a tím se stal i sbormistrem katedrálního chóru Regensburger Domspatzen. Jako ředitel tohoto chlapeckého a mužského sboru Ratzinger dohlížel na nahrávání mnoha sborových skladeb (např. : Vánoční oratorium a moteta Johanna Sebastiana Bacha, nebo Žalmy Davidovy Heinricha Schütze). Pořádal koncertní turné ve Skandinávii, v USA, v Kanadě, na Tchaj-wanu, v Japonsku, v Irsku, v Polsku, v Maďarsku a ve Vatikáně. Turné v Německu bylo každý rok. Sbor se účastnili také liturgických činností; v roce 1976 slavil sbor 1000 let.
V roce 1977 vedl sbor Domspatzen při svěcení svého bratra na arcibiskupa Mnichovsko-freisinského. Sbot také zpíval na počest královny Alžběty II. při její státní návštěvě roku 1978 a při návštěvě Jana Pavla II. v Mnichově roku 1980.
V roce 2010 byl připraven svědčit proti tvrzení, že ve sboru Regensburger Domspatzen došlo ke zneužívání, když německý týdeník Der Spiegel oznámil, že se terapeuti v regionu starají o oběti zneužívání ve sboru.[zdroj?]

## Pozdější život

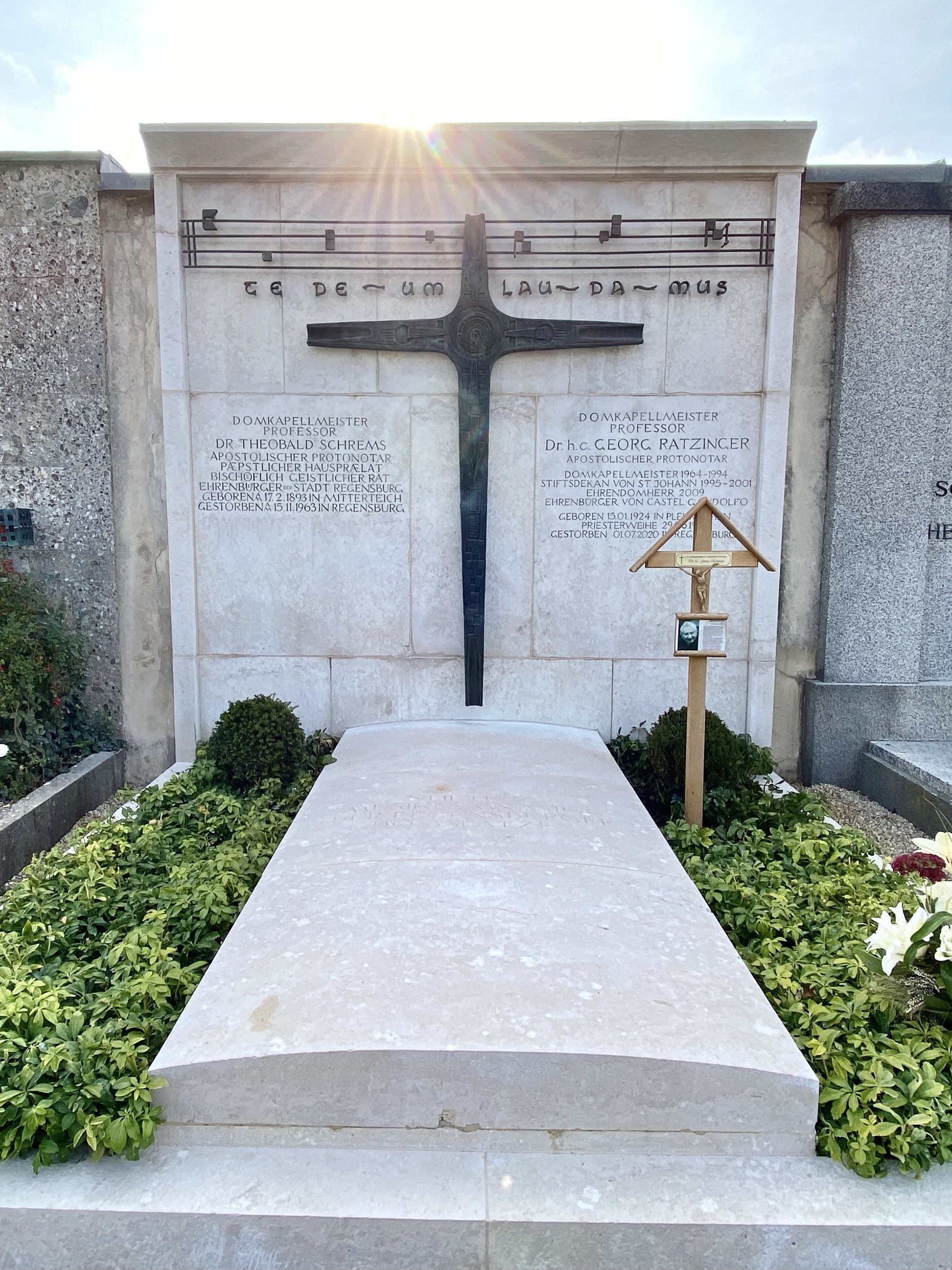
Hrob bývalých kapelníků katedrály v Řezně Theobalda Schremse a Georga Ratzingera na Dolním katolickém hřbitově v Řezně

Roku 1994 odešel z funkce ředitele Domspatzen a od 25. ledna 2009 byl kanovníkem v Řezně. V roce 2005 při návštěvě svého bratra v Římě měl příznaky srdečního selhání a arytmie, krátce byl hospitalizován na Univerzitní poliklinice Agostina Gemelliho.
Dne 29. června 2011 oslavil 60 let kněžství, 15. ledna 2014 oslavil své devadesáté narozeniny se svým bratrem ve Vatikánu. Narozeniny organizoval Michael Hesemann a mezi hosty byli také americká reportérka Lauren Green, která hrála na piano, houslista Baptiste Pawlik, anglicko-argentinská spisovatelka Molly Maria Hamilton Baillie, Georg Gänswein a Gerhard Ludwig Müller.

## Vyznamenání a ocenění
- Železný kříž II. třídy (1944)
- černý Odznak za zranění (1944)
- Kaplan Jeho Svatosti (1967)
- Čestný Prelát (1976)
- Záslužný kříž na stuze Záslužného řádu Spolkové republiky Německo (1981)
- Bavorský řád za zásluhy (1983)[3]
- Zásužný kříž I. třídy Záslužného řádu Spolkové republiky Německo (1989)
- Apoštolský protonotář (1993)
- Velký záslužný kříž Záslužného řádu Spolkové republiky Německo (1994)
- Čestný kříž za vědu a umění I. třídy (2004, Rakousko)[4]
- Čestný občan z Castel Gandolfa (2008)
- Velkokříž Řádu zásluh o Italskou republiku (5. prosince 2008)[5]
- Papežské nešpory biskupa Gerharda Ludwiga Müllera v Řezenské katedrále k 85 narozeninám (2009)
- Cena od Fondazione Pro Musica e Arte Sacra (2010)